# لامناو سينغتو
لامناو سينغتو (15 أبريل 1988 بلوانغ برابانغ في لاوس - ) هو لاعب كرة قدم لاوسي في مركز الهجوم. شارك مع منتخب لاوس تحت 17 سنة لكرة القدم ومنتخب لاوس تحت 23 سنة لكرة القدم ومنتخب لاوس لكرة القدم. أما مع النوادي، فقد لعب مع نادي بوريرام يونايتد وRajpracha F.C. ‏ وPerak F.C. ‏ وKasetsart F.C. ‏ وYotha F.C. ‏.

## روابط خارجية
- لامناو سينغتو على موقع قاعدة بيانات كرة القدم.إي يو (الإنجليزية)
- لامناو سينغتو على موقع ناشيونال فوتبول تيمز (الإنجليزية)
- لامناو سينغتو على موقع Soccerway.com (الإنجليزية)